# Maximilian von Merveldt
Maximilian von Merveldt (Münster, 29 giugno 1764 – Londra, 5 luglio 1815) è stato un generale e diplomatico austriaco.
Membro di una delle più nobili ed illustri famiglie della Vestfalia, fu generale nell'esercito imperiale austriaco e ambasciatore dell'imperatore Francesco II del Sacro Romano Impero in Russia, nonché inviato straordinario a Londra. Combatté con distinzione nelle guerre tra gli Asburgo e l'Impero ottomano, nelle guerre rivoluzionarie contro la Francia e nelle guerre napoleoniche.

## Biografia

### La famiglia e i primi anni
Maximilian nacque il 29 giugno 1764 nel territorio del principato arcivescovile di Münster, in Vestfalia. La sua era la più antica famiglia dell'area, elevata al rango comitale nel 1726. Suo padre era Clemens August von Merveldt, mentre sua madre era Antonia Maria Ferdinande von Wolff-Metternich zur Gracht und Wehrden. Suoi fratelli furono il politico August (1759-1834) e l'ecclesiastico Burchard Paul (1770-1848).
Entrò al servizio dell'esercito imperiale nel 1782, in un reggimento di dragoni, e venne promosso tenente e poi primo tenente nel 1787. Nelle guerre tra l'Austria e l'Impero ottomano (1788–1791), fu Rittmeister (capitano di cavalleria) ed aiutante del feldmaresciallo conte Franz Moritz von Lacy. Nel 1790, von Merveldt comandò il gruppo di volontari Grün-Loudon e sul finire di quello stesso anno, dopo essere stato promosso al rango di maggiore, prestò servizio nello staff del feldmaresciallo barone Ernst Gideon von Laudon in Moravia.

### La carriera militare

#### La guerra della prima coalizione
A seguito della sconfitta dell'insurrezione scoppiata nei Paesi Bassi austriaci, ricevette il permesso dal feldmaresciallo Laudon, poco prima della morte di quest'ultimo, di prendere un anno di noviziato presso l'Ordine Teutonico a Bonn, dove rimase sino all'aprile del 1792. Lo scoppio della guerra della prima coalizione anti-francese richiese i suoi servigi militari e von Marvelt rientrò in servizio nell'esercito come aiutante del principe Federico Giosia di Sassonia-Coburgo-Saalfeld. Guidò due battaglioni di fanteria nella vittoria austriaca a Neerwinden (18 marzo 1793), durante la quale i suoi battaglioni respinsero una potente colonna francese. Per il suo ruolo nello scontro, ricevette l'onore di recare il messaggio della vittoria all'imperatore Francesco a Vienna. Promosso tenente colonnello e decorato della croce di cavaliere dell'Ordine militare di Maria Teresa il 7 luglio 1794, venne nominato attaché nello staff del principe Federico, duca di York e Albany.
Nella campagna del 1794, von Merveldt combatté nella battaglia di Famars e nuovamente nella battaglia di Villers-en-Cauchies, 15 km più a sud di Landrecies il 22 aprile, nella quale comandò l'ala destra dell'esercito austriaco. Dopo la battaglia di Tournai (22 maggio 1794), venne promosso sul campo colonnello. La sua salute in declino gli impedì di continuare il suo servizio sul campo e rimase ritirato sino al 1796. Nel 1796 venne trasferito nel 18º reggimento cavalleggeri Karaczay e con esso combatté nella battaglia di Kircheib, nella Westerwald, dove, malgrado la superiorità numerica dei francesi, gli asburgici ottennero la vittoria. A Kircheib, con due squadroni di cavalleggeri, von Marveldt salvò l'artiglieria austriaca dalla cattura da parte dei francesi, contribuendo così alla vittoria dei suoi connazionali. Il Tagebericht (dispaccio giornaliero) dell'Armata del Reno fa riferimento alle sue abilità e alla sua prontezza nel cogliere il momento, elementi essenziali nel caso data l'evidente disparità numerica. Successivamente venne promosso maggiore generale ed assegnato come proprietario del 1º reggimento lanceri, ottenendo inoltre il comando della brigata di cavalleria nell'Armata del Basso Reno comandata dal feldmaresciallo Franz von Werneck.
Merveldt era noto ai suoi contemporanei per la sua strenua volontà, per la freddezza di mente e per l'estremo autocontrollo. Queste stesse qualità lo rendevano un militare ideale anche agli occhi dei suoi superiori che più volte lo incaricarono dei negoziati come nel caso di Leoben nel 1797. Si oppose all'idea di Napoleone di sottoscrivere una pace vicino a Vienna e fu poi tra i firmatari della Pace di Campoformio il 17 novembre 1797. Portò personalmente i documenti a Rastadt, dove si tenne il secondo congresso di pace. Rimase a Rastadt come ambasciatore imperiale.

#### La guerra della seconda coalizione
Con lo scoppio della guerra della seconda coalizione nel marzo del 1799 e lo scioglimento del Congresso il 7 aprile 1799, von Marveldt tornò al comando del suo reggimento che guidò attraversando i fiumi Lech e Iller, avanzando in Svevia. Durante la campagna del 1800, comandò l'ala sinistra da Eckartsweiler alla battaglia di Alt-Breisach del 25 aprile, ed il 10 maggio condusse la retroguardia a proteggere la ritirata dell'esercito imperiale. Rimase con la sua brigata sulla riva destra del Danubio da dove diresse una serie di azioni contro i francesi per spingerli alla ritirata. Dopo la battaglia di Offenburg venne promosso feldmaresciallo luogotenente il 4 settembre 1800. Alla sconfitta degli Asburgo nella battaglia di Hohenlinden il 3 dicembre, von Merveldt comandò una divisione nell'ala sinistra dell'esercito. Siglò un cessate il fuoco di ventiquattr'ore a Kremsmünster col generale francese Jean Victor Moreau il 22 dicembre, cogliendo l'occasione per ritirarsi a Pressburg.

### Carriera diplomatica e militare durante le guerre napoleoniche

#### Le guerre napoleoniche
Nel 1805 era a Berlino quando le ostilità tra Francia e Austria ripresero ed egli pertanto tornò nella valle del Danubio dove combatté in una serie di azioni di retroguardia. Riuscì a non venire catturato dopo la capitolazione di Ulma e si ritirò verso l'esercito russo del generale Mikhail Kutuzov. Con 6000 uomini, von Merveldt si diresse in Stiria sperando di riunirsi all'armata dell'arciduca Carlo. Napoleone distaccò il III corpo d'armata del generale Louis Davout per inseguirlo. Rallentato dal notevole strato di neve caduto sui passi montani, il suo corpo d'armata venne battuto dai francesi a Gross-Ramig, nella Marca di Stiria, l'8 novembre. Le sue truppe, ormai esauste, vennero vinte dall'avanguardia del generale di brigata Etienne Heudelet de Bierre; circa 2000 soldati vennero fatti prigionieri dei francesi e gli austriaci persero quattro bandiere e 16 cannoni.
Dopo la guerra della terza coalizione, fu ambasciatore a San Pietroburgo per due anni, con il compito specifico di migliorare le relazioni militari tra gli eserciti dei rispettivi paesi. Egli si offrì inoltre di mediare tra Regno Unito e Francia, e venne nominato Consigliere Privato dell'imperatore. Durante questo periodo, sposò la contessa Maria Theresia von Dietrichstein.
Nel 1808 ottenne il comando della divisione di cavalleria a Lemberg. All'inizio del 1809, von Merveldt divenne uno dei principali sostenitori della necessità della ripresa della guerra contro la Francia assieme a personaggi di spicco come l'arciduca Ferdinando d'Asburgo-Lorena, l'arciduca Giovanni d'Asburgo-Lorena, l'imperatrice Maria Ludovica d'Austria-Estee il conte Heinrich von Bellegarde. Nella campagna del 1809, le forze di von Merveldt vennero poste di stanza in Bukovina ed in Galizia, e dal 1809 al 1813 in Moravia.
Il 22 luglio 1813 venne nominato governatore della fortezza di Theresienstadt e poco dopo ricoprì il ruolo di comandante generale della Moravia e della Slesia. Divenne comandante del II corpo d'armata e sconfisse i francesi nella battaglia di Kulm il 29-30 agosto 1813.
Il 16 ottobre, durante la Battaglia di Lipsia, le forze di von Merveldt vennero raggiunte al fianco destro dall'armata comandata da Napoleone. Egli era affiancato sul lato destro dal corpo d'armata di Wittgenstein e oltre a quello da quello del generale Johann von Klenau. Le sue truppe si dispersero tra le aree boscose attorno ai villaggi di Dölitz, Mark-Kleeburg e Gautsch. Davanti a lui si trovavano le forze di Józef Antoni Poniatowski e di Pierre Augereau. Presso Dölitz, non distante dalle linee francesi, si avvicinò ad un gruppo di truppe sassoni e polacche che egli scambiò per ungheresi e venne catturato. Più a nord i prussiano del generale Blücher respinsero la cavalleria francese del generale Michel Ney, ma quando Napoleone seppe che sia Ney che Marmont erano stati battuti chiese il cessate il fuoco ai nemici. Chiese di vedere personalmente von Merveldt e lo incaricò di portare ai monarchi alleati che gli si contrapponevano le sue proposte, che vennero rifiutate.

### Ultime missioni diplomatiche
Tra le sue condizioni per il suo rilascio a Lipsia, vi fu anche il giuramento di non più combattere contro la Francia.  Dopo il suo rilascio, von Merveldt venne nominato comandante generale della Moravia, e visse a Brno, dove nel gennaio dely 1814 ricevette istruzioni di procedere verso Londra come inviato straordinario per rimpiazzare il barone Wessembourg. Giunse a Londra all'inizio di marzo ed incontrò il principe reggente a Carlton House il 7 marzo 1814, al quale presentò le proprie credenziali. Ben ricevuto nel Regno Unito, divenne un personaggio noto per il pubblico inglese, invitato a molti eventi in società e i suoi racconti sulle guerre napoleoniche lo resero un personaggio ben voluto nei circoli. Quando morì nel 1815, il governo britannico ne propose la sepoltura presso l'Abbazia di Westminster, ma la vedova disse che secondo le sue ultime volontà il suo corpo doveva ritornare in Germania dove era nato. Venne pertanto sepolto nella cripta del castello di Lembeck.